# IC 2945
IC 2945 — галактика типу E? (еліптична галактика) у сузір'ї Лев.
Цей об'єкт міститься в оригінальній редакції індексного каталогу.